# Uitikon
Uitikon is een gemeente en plaats in het Zwitserse kanton Zürich, en maakt deel uit van het district Dietikon.
Uitikon telt 3735 inwoners.